# Boris I van Bulgarije
De heilige Boris I (Bulgaars: Борис I (Михаил), overleden 7 mei 907) was vorst van Bulgarije van 853 tot 889. Onder zijn bestuur werd begonnen met de kerstening van het Bulgaarse Rijk.

## Levensloop
Voor zijn aantreden was er een einde gekomen aan de dertigjarige vrede tussen het Bulgaarse en het Byzantijnse Rijk, gesloten in 815. Boris I veroverde gebieden in Macedonië, Servië, Kosovo en Albanië. Dit waren gebieden geregeerd door Slavische heersers die formeel deel uitmaakten van het Byzantijnse Rijk, de zogenaamde sklaviniai.
Hoewel hij door westerse geestelijken in aanraking gekomen was met het christendom, werd hij door de Byzantijnse keizer gedwongen zich te laten dopen volgens de rites van de Oosterse Kerk. In 864 werden hij, zijn familie en enkele Bulgaarse notabelen gedoopt, waarbij Boris de christelijke naam "Michaël" aannam, naar zijn peetoom Michaël III van Byzantium. Voortaan was hij geen kan meer maar knjaz (vorst). Ondanks groot verzet onder de edelen van het land zette hij zich in voor de kerstening van zijn land.
Voor de nieuwe Kerk in Bulgarije streefde hij naar een onafhankelijk patriarchaat, los van dat van Byzantium. Hieraan werd echter geen gehoor gegeven, en dus besloot Boris zich te wenden tot de paus. Paus Nicolaas I liet zich niet uit over een onafhankelijk kerkelijk bestuur, maar stuurde wel een delegatie, onder wie de latere paus Formosus, om Boris bij te staan bij zijn kerstening van het land. Boris I raakte zo onder de indruk van Formosus, dat hij een verzoek bij Nicolaas I indiende om Formosus aartsbisschop van Bulgarije te maken. Nicolaas I weigerde dit verzoek, zich baserend op de kerkelijke wet, dat een bisschop niet van bisdom kon veranderen (Formosus was kardinaal-bisschop van Porto; in het proces van Formosus, dat bekend zou worden onder de naam Kadaversynode, was dit een van de aangevoerde argumenten; Formosus zou een ander bisdom hebben geambieerd.)

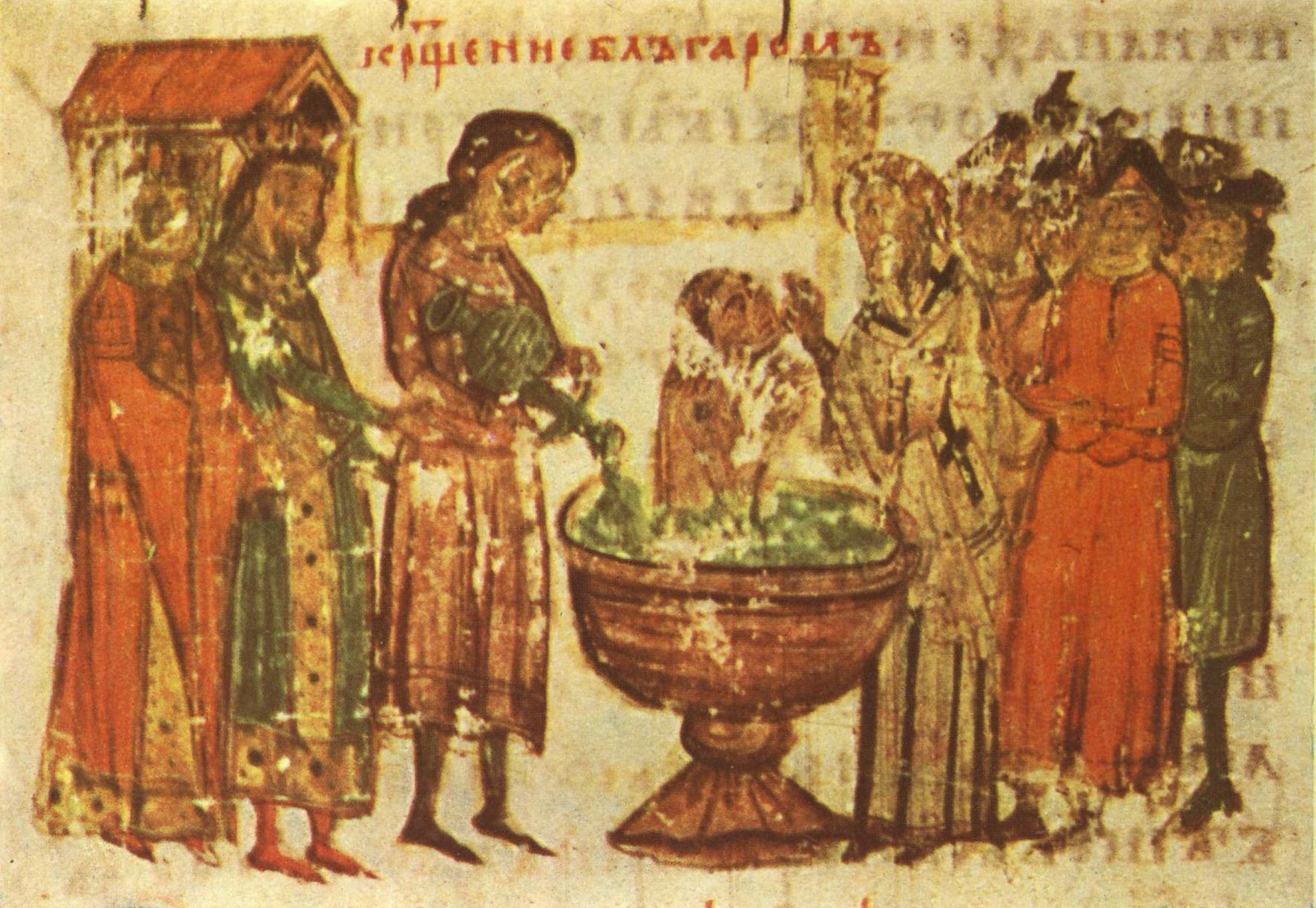
Baptismo de Bulgaros, Cronicle de Manasses

Toen ook onder Nicolaas' opvolger, paus Adrianus II, zijn verzoek tot aanstelling van Formosus werd afgewezen (op dezelfde gronden) wendde hij zich tot de Oostelijke Kerk en voerde de liturgie van de slavenapostelen Cyrillus en Methodius in. De al aanwezigde Duitse missionarissen werden het land uitgezet en in de plaats kwamen vijf leerlingen van Cyrillus en Methodius: Kliment, Naum, Sava, Gorazd en Angelarij.
Boris I was de stichter van de Literaire School van Preslav.
In 889 legde hij zijn functie als vorst neer en werd hij monnik in het klooster van Tiča. Hij werd opgevolgd door zijn oudste zoon Vladimir. Toen Vladimir in 893 onder druk van de Bulgaarse edelen het heidendom wilde herstellen, verliet Boris I het klooster. Hij liet zijn zoon de ogen uitsteken en plaatste zijn jongere zoon Simeon, die tot dan monnik was in het klooster van Tiča, op de troon.

## Heilige
Boris I wordt vereerd als heilige. Zijn feestdag is op 7 mei. Boris is de patroon van Bulgarije.